# Frank Verstraete

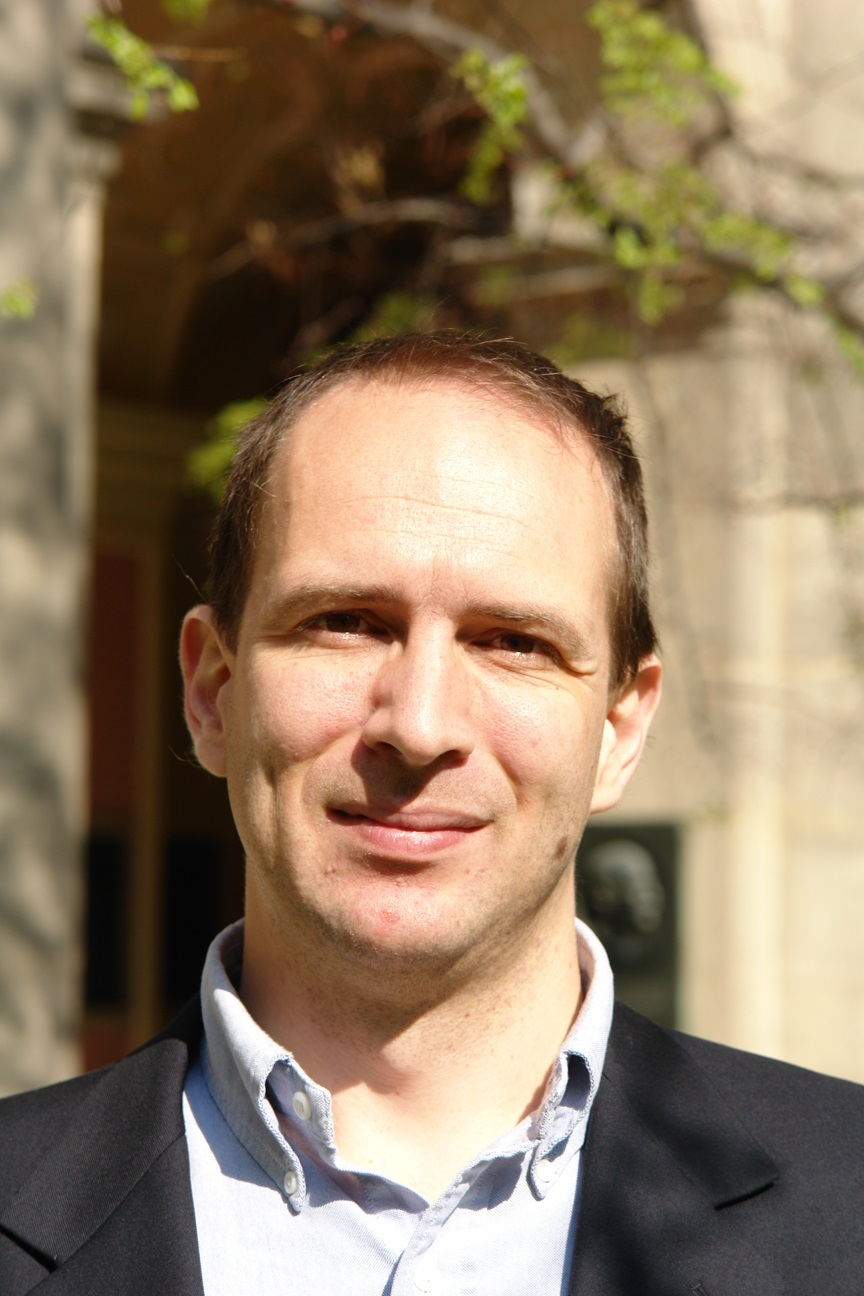
Frank Verstraete

Frank Verstraete (Izegem, 14 november 1972) is een Belgisch natuurkundige die onderzoek verricht op het vlak van de kwantummechanica. Zijn onderzoek situeert zich op het raakvlak tussen kwantumverstrengeling en kwantum computing.

## Biografie
Frank Verstraete volgde een klassieke Grieks-Latijnse humaniora aan de Abdijschool van Zevenkerken in Brugge. Hij studeerde vervolgens burgerlijk ingenieur (richting elektronica) aan de KU Leuven en natuurkunde aan de Universiteit Gent.  Hierna voltooide hij in 2002 een doctoraat in Leuven onder begeleiding van prof. Bart De Moor en prof. Henri Verschelde. In zijn proefschrift bouwde hij mee aan de fundamenten voor de beschrijving van veeldeeltjesverstrengeling.
In 2002 startte hij zijn eerste postdoc aan het Max-Planck-Institut für Quantenoptik te München, waar hij een samenwerking startte met prof. Ignacio Cirac. Samen met Cirac ontwikkelde hij een nieuwe manier om het kwantum veeldeeltjesproblemen te beschrijven en te simuleren aan de hand van de taal van verstrengeling, Quantum Tensor Networks genaamd.
In 2004 begon hij een tweede postdoc in de groep van John Preskill aan het California Institute of Technology. In die periode ontwikkelde hij het concept van tensor networks verder uit.
In 2006 werd hij hoogleraar aan de Universiteit van Wenen.
Na een sabbatjaar bij Renaissance Technologies en Stony Brook V.S. werd hem in 2012 een Odysseusbeurs aangeboden om een onderzoeksgroep uit te bouwen aan de Universiteit Gent. Sinds 2022 is hij de Leigh Trapnell Chair of Quantum Physics aan de universiteit van Cambridge.

## Prijzen
- 2007: Hermann Kümmel award in many-body physics[4]
- 2009: Ignaz Lieben Prijs [5]
- 2018: Francquiprijs[6]